# هایک پاتیکیان
هایک آوتیسی پاتیکیان (ارمنی: Հայկ Ավետիսի Բադիկեան; انگلیسی: Haig Patigian زاده ۲۲ ژانویه ۱۸۷۶ – ۱۹ سپتامبر ۱۹۵۰) مجسمه‌ساز ارمنی-آمریکایی بود.
پاتیکیان در شهر وان در ارمنستان غربی به دنیا آمد. در سال ۱۸۹۱ به ایالات متحده آمریکا نقل مکان نمود و در فرزنو ساکن شد. وی تا حد زیادی یک مجسمه‌ساز خودآموخته بود. پاتیکیان یکی از اعضای فعال باشگاه بوهمی بود. وی در سال ۱۹۰۸ با «بلانش هالستر» در کورتلند، کالیفرنیا ازدواج نمود.

## آثار برگزیده همگانی
- مجسمه ویلیام مک‌کینلی در آرکاتا، کالیفرنیا، ۱۹۰۶
- Electricity, Imagination, Invention و Steam; four repeated sculptures در Machinery Palace, نمایشگاه بین‌المللی پاناما-پسیفیک (۱۹۱۵) (خراب شده)[۱]
- ژنرال جان جی. پرشینگ، سانفرانسیسکو، کالیفرنیا، ۱۹۲۱
- آبراهام لینکلن, سانفرانسیسکو، کالیفرنیا، ۱۹۲۸
- توماس استار کینگ (۱۹۳۱)

این اثر به عنوان یکی از کمک‌های کالیفرنیا به مجموعه تالار مجسمه‌سازی ملی در کاخ کنگره آمریکا در واشینگتن، دی.سی. مستقر بود تا زمانی که در سال ۲۰۰۹ میلادی با یک مجسمه از رونالد ریگان جایزیگن شد.
- مجسمه یادبود آتش‌نشانان داوطلب, سانفرانسیسکو، کالیفرنیا، ۱۹۳۳

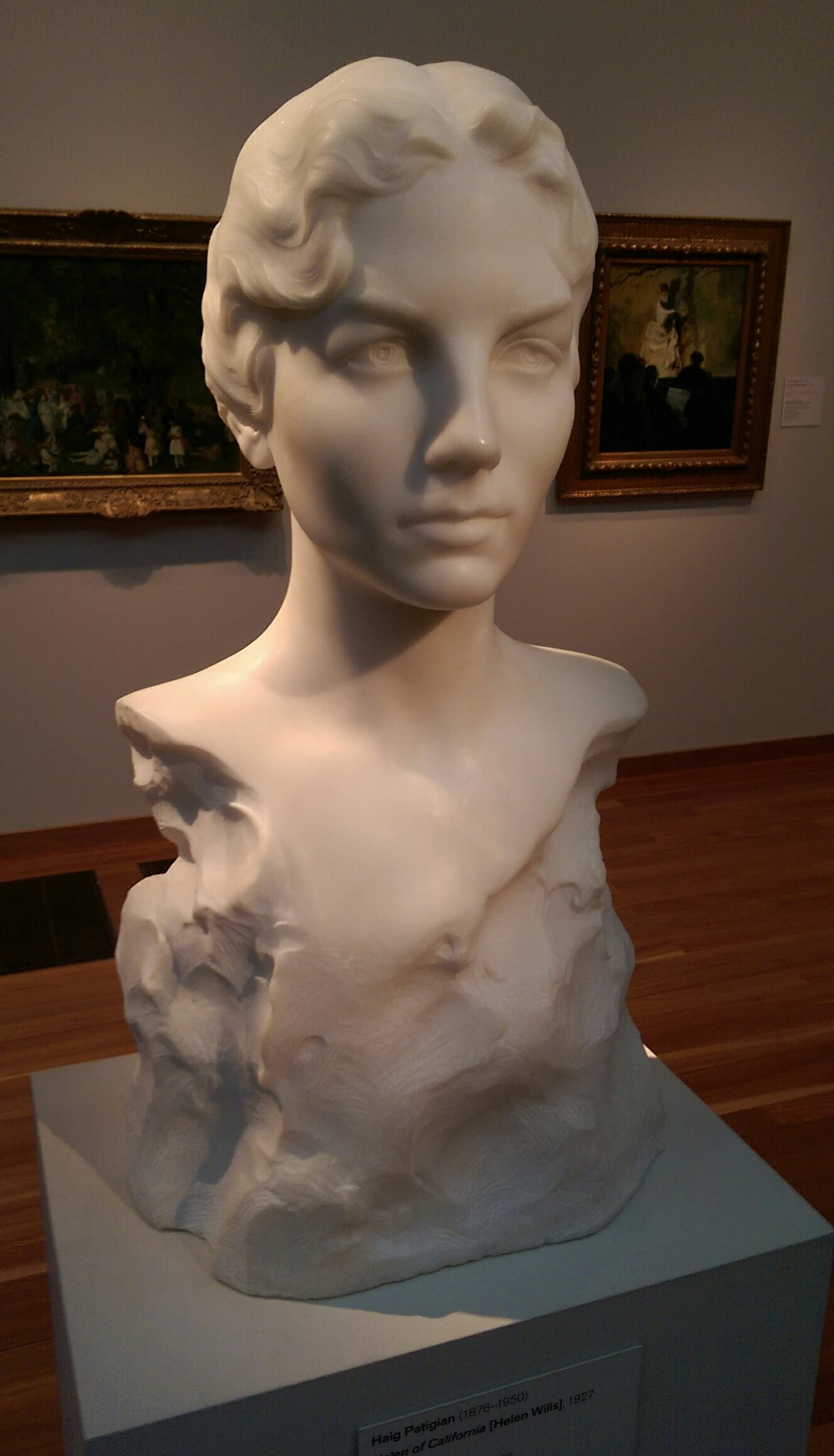
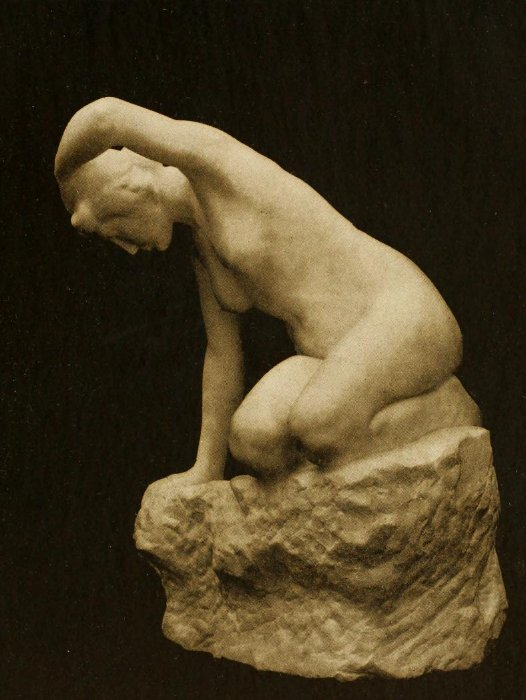
Vanity, shown در سال ۱۹۱۶ در کاخ هنرهای زیبا